# Lycastris albipes
Lycastris albipes är en tvåvingeart som beskrevs av Walker 1857. Lycastris albipes ingår i släktet Lycastris och familjen blomflugor. Inga underarter finns listade i Catalogue of Life.